# Begonia geraniifolia
Begonia geraniifolia es una especie de planta perenne perteneciente a la familia Begoniaceae. Es originaria de Sudamérica.

## Descripción
Es una hierba que se encuentra en las laderas rocosas en Bolivia en Cochabamba y en Perú en el Departamento de La Libertad desde la costa hasta una altitud de 3000 metros.

## Taxonomía
Begonia geraniifolia fue descrita por William Jackson Hooker y publicado en Botanical Magazine 62, pl. 3387. 1835.
Etimología
Begonia: nombre genérico, acuñado por Charles Plumier, un referente francés en botánica, honra a Michel Bégon, un gobernador de la excolonia francesa de Haití, y fue adoptado por Linneo.
geraniifolia: epíteto
Sinonimia
- Begonia gaudichaudii Walp.
- Begonia petalodes Lindl.
- Eupetalum gaudichaudii Klotzsch
- Eupetalum geraniifolium (Hook.) Klotzsch
- Eupetalum kunthianum Klotzsch
- Eupetalum lindleyanum Gaudich.
- Eupetalum lindleyi Voigt
- Eupetalum petalodes (Lindl.) Lindl.
- Eupetalum tuberosum Klotzsch[2]